# Edward Stevens
Edward Stevens (n. 15 septembrie 1932, Saint Louis, Missouri, SUA – d. 9 iunie 2013, Tucson, Arizona, SUA) a fost un canotor ce a reprezentat Statele Unite ale Americii, medaliat olimpic. A participat la o ediție a Jocurilor Olimpice (1952) în care a câștigat o medalie de aur.

## Participări
Lista de mai jos prezintă principalele competiții la care a participat Edward Stevens de-a lungul carierei.
- rowing at the 1952 Summer Olympics – men's eight[*][3]